# Cleome paradoxa
Cleome paradoxa là một loài thực vật có hoa trong họ Màng màng. Loài này được R.Br. mô tả khoa học đầu tiên năm 1814.